# Dancing Undercover
Dancing Undercover ist das 1986 veröffentlichte dritte Studioalbum der US-amerikanischen Hard-Rock-Band Ratt.

## Hintergrund
Ratt hatte mit Invasion of Your Privacy 1985 ihr bis dahin kommerziell erfolgreichstes Album veröffentlicht. Das Album war mit Hilfe des Produzenten Beau Hill entstanden, auf den die Gruppe für Dancing Undercover auch wieder zurückgriff.
Dancing Undercover erschien am 9. August 1986, als Singles wurden Slip of the Lip und Body Talk ausgekoppelt.

## Titelliste
1. Dance (Crosby, DeMartini, Hill, Pearcy) – 4:17
2. One Good Lover (Crosby, Pearcy) – 3:06
3. Drive Me Crazy (Blotzer, Crosby, DeMartini, Pearcy) – 3:42
4. Slip of the Lip (Croucier, DeMartini, Pearcy) – 3:15
5. Body Talk (Croucier, DeMartini, Pearcy) – 3:44
6. Looking for Love (Crosby, Croucier, Pearcy) – 3:09
7. 7th Avenue (Croucier, DeMartini, Pearcy) – 3:11
8. Take a Chance (Croucier, DeMartini, Pearcy) – 4:00
9. Enough Is Enough (Crosby, Croucier, DeMartini, Pearcy) – 3:23

## Rezeption
Dancing Undercover erreichte Platz 26 der US-Album-Charts, in Großbritannien Platz 51. Das Album wurde in den USA am 25. November 1986 mit einer Goldenen Schallplatte ausgezeichnet, am 26. Februar 1987 mit einer Platinschallplatte.
Holger Stratmann schrieb für Rock Hard eine sehr knappe Rezension und meinte, auch bei dieser Veröffentlichung hätte Ratt „den Weg zur sehr guten ersten (Mini-)LP nicht zurückgefunden“. Er sei sich sicher, dass die Gruppe „das auch gar nicht“ wolle. Auf Dancing Undercover finde „man daher auch nur zehn Songs, die allesamt auf dem Refrain aufbauen und nicht weiter der Rede wert“ seien. Fazit des Rezensenten: „Uninteressant!“
Der Titel Body Talk ist als Videoclip in Eddie Murphys Auf der Suche nach dem goldenen Kind zu sehen.